# Quimper Volley 29 2017-2018
Questa voce raccoglie le informazioni riguardanti il Quimper Volley 29 nelle competizioni ufficiali della stagione 2017-2018.

## Organigramma societario
Area direttiva
- Presidente: Didier Nicot

Area tecnica
- Allenatore: Dominique Duvivier
- Allenatore in seconda: Alexandre Aguilo

## Rosa
| N° | Nome              | Ruolo | Data di nascita   | Nazionalità sportiva |
| -- | ----------------- | ----- | ----------------- | -------------------- |
| 1  | María José Corral | P     | 1º gennaio 1991   | Spagna               |
| 2  | Grace Carter      | C     | 10 agosto 1989    | Regno Unito          |
| 3  | Ioana Pristavu    | L     | 2 ottobre 1986    | Romania              |
| 4  | Maele Besancenez  | C     | 7 aprile 1998     | Francia              |
| 8  | Éléonore Cordier  | P     | 1º giugno 1991    | Francia              |
| 9  | Kelly Oublié      | S     | 2 dicembre 1992   | Francia              |
| 10 | Karin Palgutová   | S     | 12 febbraio 1993  | Slovacchia           |
| 11 | Fanta Fofana      | S/O   | 5 luglio 1996     | Francia              |
| 12 | Marième Diagne    | C     | 23 ottobre 1989   | Senegal              |
| 13 | Thaïs Daden       | L     | 17 settembre 1998 | Francia              |
| 14 | Pavla Duspivová   | C     | 22 febbraio 1986  | Rep. Ceca            |
| 16 | Marie Nevot       | S     | 14 dicembre 2000  | Francia              |
| 18 | Alba Sánchez      | S     | 9 settembre 1991  | Spagna               |